# 龔鵬程
龔鵬程（1956年3月15日—），臺灣教育家、作家，出生於臺灣臺北市，籍貫江西省吉安市，曾任《國文天地》雜誌社總編輯、臺灣學生書局總編輯，是臺灣佛光大學與南華大學的創校校長、中華武俠文學學會會長，現任盧森堡歐亞大學馬來西亞校區校長，遊歷中國大陸，曾任北京大學、南京大學客座教授、北京師範大學特聘教授、四川大學講座教授，著作七十餘種。少年時代鍾情中國武術，並由習武而博考文獻，獲得許多文獻學的知識與方法。
龔鵬程一直對於台灣的部分「本土派」學者的台灣文學研究論點與研究方法表達不滿；1997年，他發表自著《台灣文學在台灣》，批評該類學者慣用的單線敘述法及其造成的簡化歷史等問題。2005年9月11日，玄奘大學中國語文學系兼任講師楊宗翰說，他就讀碩士班時改攻臺灣文學，因此深知，囿於文化認同上的差異，台灣許多本土派學者都非常討厭龔鵬程，卻又沒辦法跳過或忽視龔鵬程所提出的諸多尖銳質疑。
2003年12月11日，《台灣壹週刊》第133期報導，2000年10月佛光人文社會學院校長龔鵬程帶諾貝爾文學獎得主高行健與該校十餘名教職員去宜蘭縣礁溪鄉富野酒店喝花酒，2001年2月龔鵬程再次帶高行健喝花酒。2003年12月15日，高行健從法國傳真聲明稿給龔鵬程與該校教授馬森，批評該文報導不實，請馬森代他要求《台灣壹週刊》公開更正並回函道歉，否則提告；龔鵬程則說，沒有一起喝花酒之事。《台灣壹週刊》總編輯裴偉表示，該文內容皆是採訪「佛光山能參與事情的人」而得，採訪過程皆有錄音、記錄，也向龔鵬程求證，並寫入龔鵬程否認的話，已平衡報導；該刊將再做進一步求證，如有錯誤，將予更正。2003年12月18日，《台灣壹週刊》在《台灣蘋果日報》刊載四分之一篇幅的道歉聲明向高行健道歉；同日，高行健批評，該篇道歉聲明毫無誠意，該刊必須發表有誠意的道歉聲明向該文涉及的所有受害當事人公開、鄭重道歉，並向讀者保證將杜絕造謠、不實的報導；裴偉回應，該刊會在下期刊登道歉聲明，但絕對不會對龔鵬程道歉，因為關於龔鵬程的部分有全部的證據。《台灣壹週刊》第135期刊登道歉聲明，向高行健道歉。
2003年10月，因本年4月底佛光人文社會學院與蒙藏文教基金會合辦「內蒙週」，活動期間校內有烤全羊活動，引起捐款建校的佛光山信徒不滿，龔鵬程與董事會立場相異而請辭校長。佛光大學內鬨逐漸白熱化，創辦人星雲法師發表公開信批評龔鵬程發表有損校譽的言論；甚至佛光大學董事會傳出，龔鵬程請辭校長後，打著佛光大學的名號到國外進行學術交流。

## 著作
- 《孔穎達周易正義研究》，國立臺灣大學國文研究所碩士論文，龔鵬程1979年出版，花木蘭文化公司2008年9月初版（ISBN 978-986-6657-75-7）
- 《春夏秋冬：中國古典詩歌中的季節》，故鄉出版社1979年出版
- 《大珠小珠落玉盤：當代名家談藝錄》（龔鵬程等紀錄），暖流出版社1980年出版
- 《取經的卡通：西遊記》（與黃慶萱、林明峪編撰），時報文化1981年再版
- 《讀詩隅記》，華正書局1982年初版
- 《江西詩社宗派研究》，國立臺灣師範大學國文研究所博士論文，龔鵬程1983年出版，文史哲出版社1983年初版
- 《少年遊》，時報文化1984年初版
- 《歷史中的一盞燈》，漢光文化1984年初版，臺灣學生書局2003年增訂本初版（ISBN 957-15-1194-3）
- 《中國小說史論叢》（與張火慶合著），臺灣學生書局1984年初版，北京大學出版社2008年6月第1版（ISBN 978-7-301-13559-4）
- 《文學散步》，漢光文化1985年初版
- 《實用成語辭典 續編》（主編），故鄉出版社1985年初版
- 《國史鏡原：改變中國的劃時代文獻》，時報文化1986年初版
- 《詩史本色與妙悟》，臺灣學生書局1986年初版，臺灣學生書局1992年增訂版（ISBN 957-15-0335-5、ISBN 957-15-0336-3）
- 《文學與美學》，業強出版社1986年初版，業強出版社1995年修訂版（ISBN 957-683-291-8）
- 《思想與文化》，業強出版社1986年初版，業強出版社1995年修訂版（ISBN 957-683-294-2）
- 《好書大家讀》（主編），駿馬出版社1987年第一版
- 《大俠》，錦冠出版社1987年第一版
- 《我們都是稻草人》，久大出版社1987年初版
- 《文化文學與美學》，時報文化1988年初版
- 《經典與現代生活》，新未來出版社1989年第一版，聯合文學出版社2000年初版（ISBN 957-522-305-5）
- 《現代與現代》，幼獅文化事業公司1989年出版
- 《文學批評的視野》，大安出版社1990年初版，ISBN 957-9233-00-4
- 《俠骨柔情》，社會大學出版社1990年初版
- 《道教新論》，臺灣學生書局1991年初版，ISBN 957-15-0257-X、ISBN 957-15-0258-8
- 《近代思想史散論》，東大圖書公司1991年初版，ISBN 957-19-0890-8、ISBN 957-19-0891-6
- 《時代邊緣之聲》，三民書局1991年初版，ISBN 957-14-0049-1
- 《文化符號學》，臺灣學生書局1992年初版，ISBN 957-15-0402-5、ISBN 957-15-0403-3
- 《走出銅像國》，三民書局1992年初版，ISBN 957-14-1851-X
- 《兩岸文教交流現況與展望》，行政院大陸委員會1992年出版，ISBN 957-00-0311-1
- 《海峽兩岸中國文化之未來展望》（合著），明文書局1992年初版，ISBN 957-703-031-9
- 《1991文化評論》，三民書局1992年初版，ISBN 957-14-1929-X
- 《猶把書燈照寶刀：龔鵬程江湖行雲》，小報文化出版公司1993年初版，ISBN 957-8658-07-9
- 《人在江湖》（Getting through the world），九歌出版社1994年初版，ISBN 957-560-300-1
- 《晚明思潮》，仁書局1994年初版（ISBN 957-9113-13-0），佛光人文社會學院2001年第一版（ISBN 957-303-419-0、ISBN 957-9583-20-X），商務印書館2005年8月第1版（ISBN 7-100-04010-8）
- 《宗教與生命禮俗》（主編），靈鷲山般若文教基金會國際佛學研究中心1994年一版，ISBN 957-8788-06-1
- 《重樓飛雪：宋詞選》（選註），遠景出版社1994年十二版
- 《台灣佛教的歷史與文化》（與江燦騰主編），靈鷲山般若文教基金會國際佛學研究中心1994年一版，ISBN 957-8788-04-5
- 《二十四史俠客資料滙編》（與林保淳編），臺灣學生書局1995年初版，ISBN 957-15-0687-7、ISBN 957-15-0688-5
- 《台灣的社會與文學》，東大圖書公司1995年初版，ISBN 957-19-1931-4
- 《人文與管理》，佛光大學南華管理學院1996年初版，ISBN 957-531-505-7
- 《佛教與佛學》，新文豐出版公司1996年臺一版，ISBN 957-17-1605-7、ISBN 957-17-1606-5
- 《海峽兩岸道教文化學術研討會論文集》（主編），臺灣學生書局1996年初版，ISBN 957-15-0780-6、ISBN 957-15-0781-4
- 《鵬程問道：四十自述》，金楓出版公司1996年初版，ISBN 957-7630-66-9
- 《找回自省的心：與心對話》（有聲書，2捲卡式錄音帶，約120分鐘），張老師文化1996年出版，ISBN 957-6932-78-5
- 《1996龔鵬程年度學思報告》，南華管理學院1997年出版，ISBN 957-98502-2-4
- 《龔鵬程縱橫談：當代文化省思》，幼獅文化事業公司1997年出版，ISBN 957-530-954-5
- 《台灣文學在台灣》，駱駝出版社1997年初版，ISBN 957-954-913-3
- 《道教新論 二集》，南華管理學院1998年出版，ISBN 957-98502-9-1
- 《美學在台灣的發展》，南華管理學院1998年出版，ISBN 957-98241-3-4
- 《飲食男女生活美學：當代人之生活美學八講》，立緒文化1998年初版，ISBN 957-8453-45-0
- 《中華續道藏 初輯》（與陳廖安主編），新文豐出版公司1999年初版，ISBN 957-17-1820-3
- 《香港新詩的「大敘事」精神》（Spirit of grand narrative of Hong Kong modern poetry）（與黎活仁主編），南華管理學院1999年出版，ISBN 957-8210-04-3
- 《1998龔鵬程年度學思報告》，南華管理學院1999年出版，ISBN 957-8210-09-4
- 《漢代思潮》，南華大學1999年出版（ISBN 957-8210-11-6），商務印書館2005年第1版（ISBN 7-100-04009-4）
- 《知識分子》，聯合文學出版社2000年初版，ISBN 957-5222-79-2
- 《春夏秋冬：一春夢雨常飄瓦》，新自然主義公司2000年二版，ISBN 957-6963-60-5
- 《雲起樓詩》，臺灣學生書局2000年初版，ISBN 957-15-1018-1、ISBN 957-15-1019-X
- 《重樓飛雪：唐宋明清詞賞析》（張夢機主編，龔鵬程選注），成陽出版公司2000年初版，ISBN 957-8269-59-5
- 《酒鄉之歌：千禧年金門高粱酒文化節文學精品》（與楊樹清主編），賢志出版社2000年初版，ISBN 957-99052-6-6
- 《知識與愛情》，聯合文學出版社2000年初版，ISBN 957-5223-06-3
- 《林語堂的生活與藝術研討會論文集》（與陳信元主編），台北市文化局2000年出版，ISBN 957-02-7698-3
- 《發現紫陽夫子：台北、朱子、儒學傳統》（與楊樹清主編），台北市文化局2000年出版
- 《龔鵬程年度學思報告 2000年報》，佛光人文社會學院2001年第一版，ISBN 957-9583-21-8
- 《五十年來的中國文學研究：1950～2000》（主編），臺灣學生書局2001年初版，ISBN 957-15-1071-8、ISBN 957-15-1072-6
- 《通用喪葬儀式專案研究》（計畫主持），台北市文化局2001年出版
- 《唐代思潮》，佛光人文社會學院2001年第一版，ISBN 957-303-412-3、ISBN 957-303-413-1
- 《書藝叢談》，佛光人文社會學院2001年第一版（ISBN 957-303-415-8），山東畫報出版社2007年5月出版（ISBN 978-7-80713-462-6）
- 《龔鵬程年度學思報告 1999年報》，佛光人文社會學院2001年第一版，ISBN 957-303-414-X
- 《儒學反思錄》，臺灣學生書局2001年初版，ISBN 957-15-10939、ISBN 957-15-1094-7
- 《台灣各圖書館所藏日據時期期刊一覽》（龔鵬程計畫主持、林景淵協同主持），自版，2001年出版
- 《遊的精神文化史論》，河北教育出版社2001年第1版，ISBN 7-5434-4303-1
- 《經典與生活》，健行文化出版公司2002年初版，ISBN 957-560-898-4
- 《龔鵬程四十自述》，印刻出版公司2002年初版，ISBN 986-80425-0-X
- 《中國文人階層史論》，佛光人文社會學院2002年第一版（ISBN 957-9583-29-3、ISBN 957-9583-30-7），蘭州大學出版社2004年1月第1版（ISBN 7-311-02222-3）
- 《新世紀文學文化研究的新動向研討會 第一屆：21世紀台灣、東南亞的文化與文學論文集》（與楊松年、林水檺主編），南洋學社2002年第一版，ISBN 957-9583-40-4
- 《第一屆海峽兩岸歷史文學與歷史文學創作研討會》（計畫主持），佛光人文社會學院2002年出版
- 《閱讀馬森：馬森作品學術研討會論文集》（Reading Ma Sen: the collected essays on Ma Sen's works），聯合文學出版社2003年初版，ISBN 957-522-448-5
- 《中國小說史論》，臺灣學生書局2003年初版，ISBN 957-15-1186-2、ISBN 957-15-1187-0
- 《新世紀文學文化研究的新動向研討會 第二屆：台灣、東南亞的文化文學與社會變遷論文集》（與楊松年主編），出版者不詳，2004年出版
- 《簡明實用成語辭典》（與顏陽主編），商兆文化出版公司2004年初版，ISBN 957-03-8123-X
- 《異議分子》，印刻出版公司2004年初版，ISBN 986-7810-82-1
- 《俠的精神文化史論》，風雲時代出版公司2004年初版（ISBN 986-146-073-X），山東畫報出版社2008年5月第1版（ISBN 978-7-80713-573-9）
- 《故鄉實用成語大辭典》（與顏崑陽主編），商兆文化出版公司2004年初版，ISBN 957-03-8129-9、ISBN 957-03-8130-2
- 《文史通義導讀》，佛光人文社會學院2004年第一版，ISBN 957-9583-51-X
- 《孤獨的眼睛》，九歌出版社2005年初版，ISBN 957-444-267-5
- 《北溟行記》，印刻出版公司2005年初版，ISBN 986-7420-87-X
- ，臺灣學生書局2006年初版，ISBN 957-15-1302-4
- 《中國傳統文化十五講》，北京大學出版社2006年9月第1版，ISBN 7-301-09004-8
- 《近代思潮與人物》，中華書局2007年4月北京第1版，ISBN 978-7-101-05545-0
- 《自由的翅膀》（The wings of freedom），九歌出版社2007年6月初版，ISBN 978-957-444-405-2
- 《國學入門》，臺灣學生書局2007年6月初版，ISBN 978-957-15-1355-3
- 《中國詩歌史論》，北京大學出版社2008年6月第1版，ISBN 978-7-301-13557-0
- 《六經皆文：經學史/文學史》，臺灣學生書局2008年12月初版，ISBN 978-957-15-1377-5、ISBN 978-957-15-1378-2
- 《中國文學批評史論》，北京大學出版社2008年6月第1版，ISBN 978-7-301-13558-7
- 《中國文學史》上冊，里仁書局2009年1月初版，ISBN 978-986-6923-53-1
- 《中國文學史》下冊，里仁書局2010年8月初版，ISBN 978-986-6178-06-1
- 《龔鵬程述學》，印刻出版公司2018年初版，ISBN 978-9863872696

## 外部連結
- 龔鵬程網站 （页面存档备份，存于）
- 龔鵬程的BLOG （页面存档备份，存于）
- 2007台灣作家作品目錄 龔鵬程 （页面存档备份，存于）